# Hühnerdieb

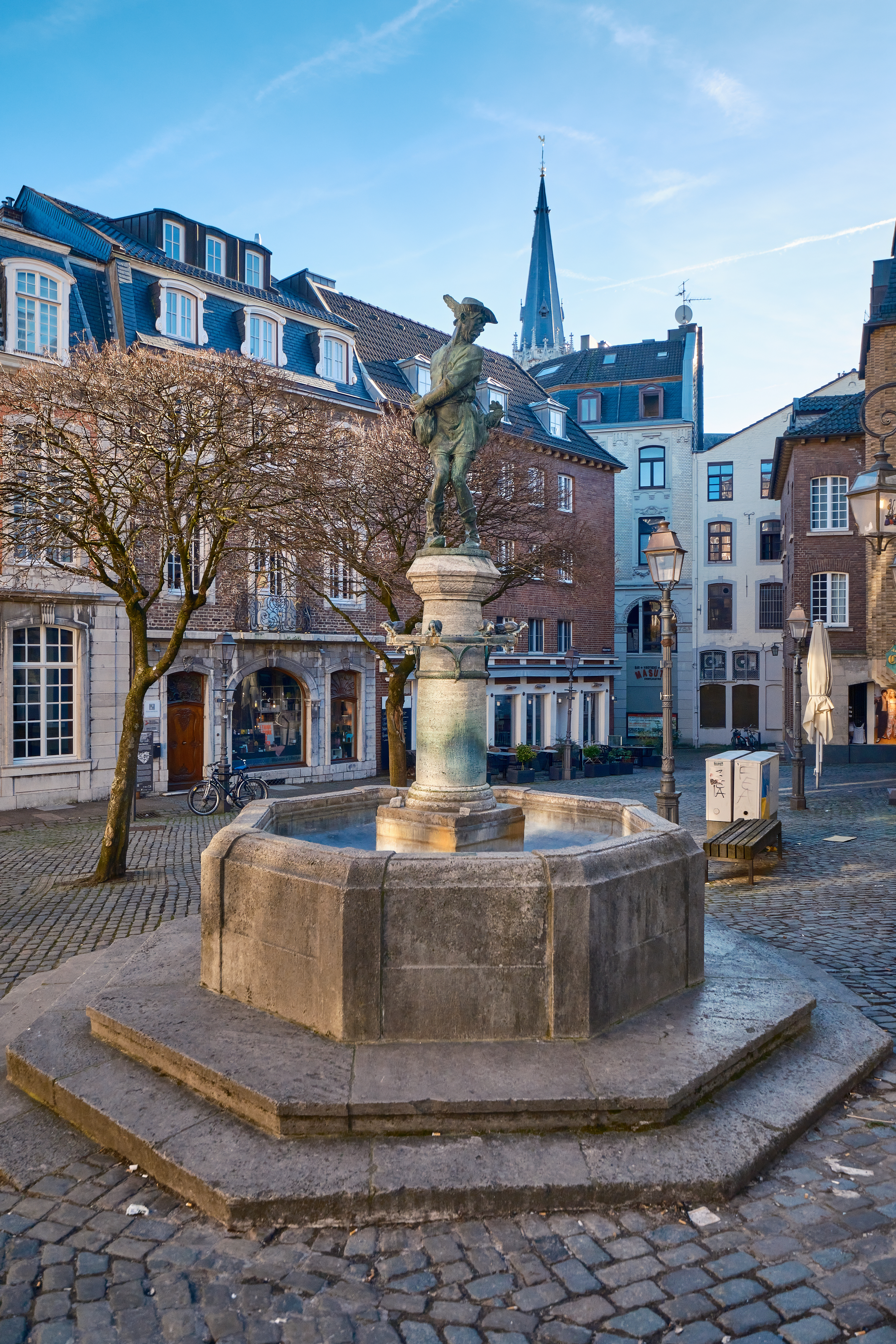
Hühnerdieb am Aachener Hühnermarkt

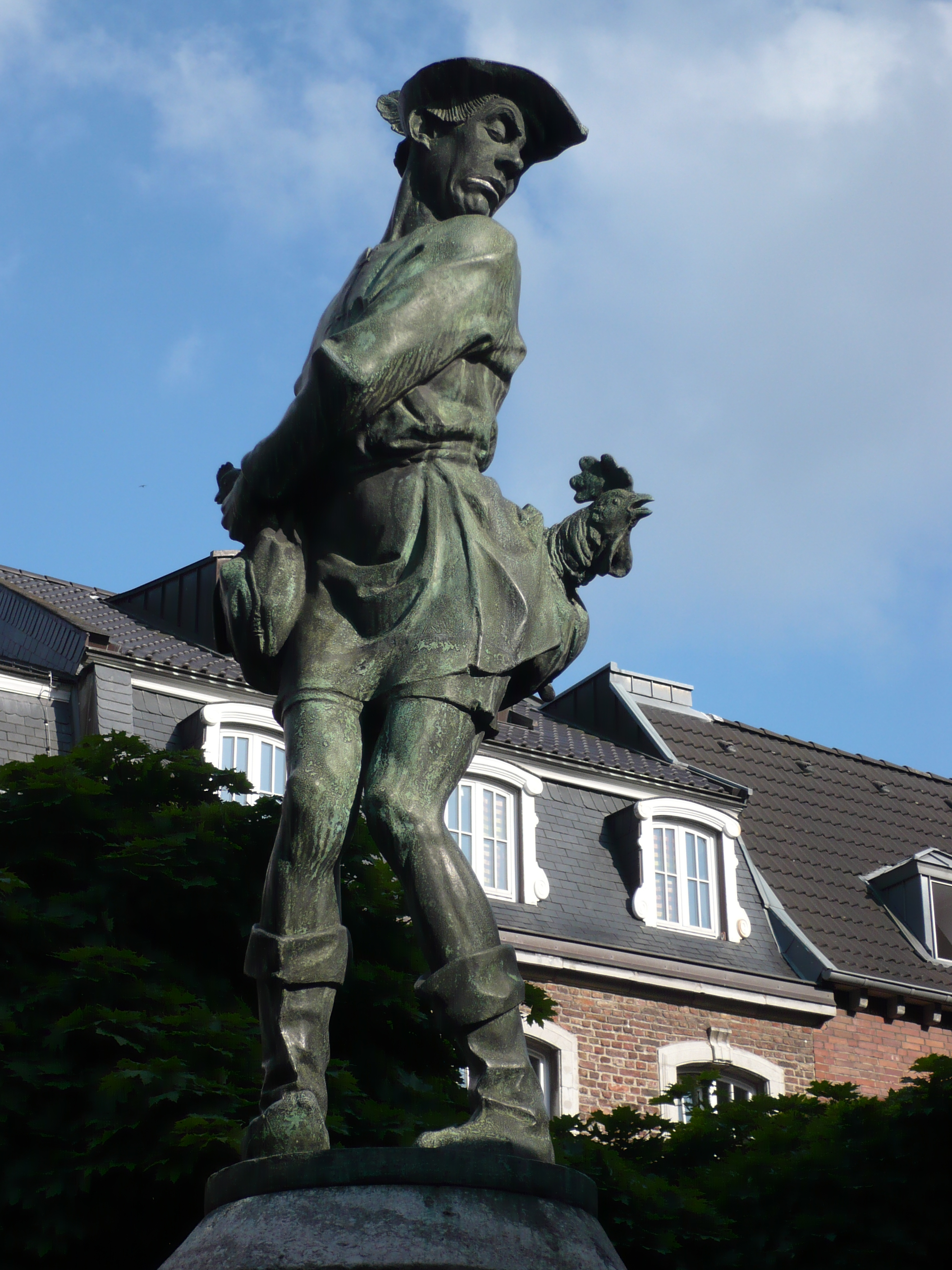
Brunnenfigur

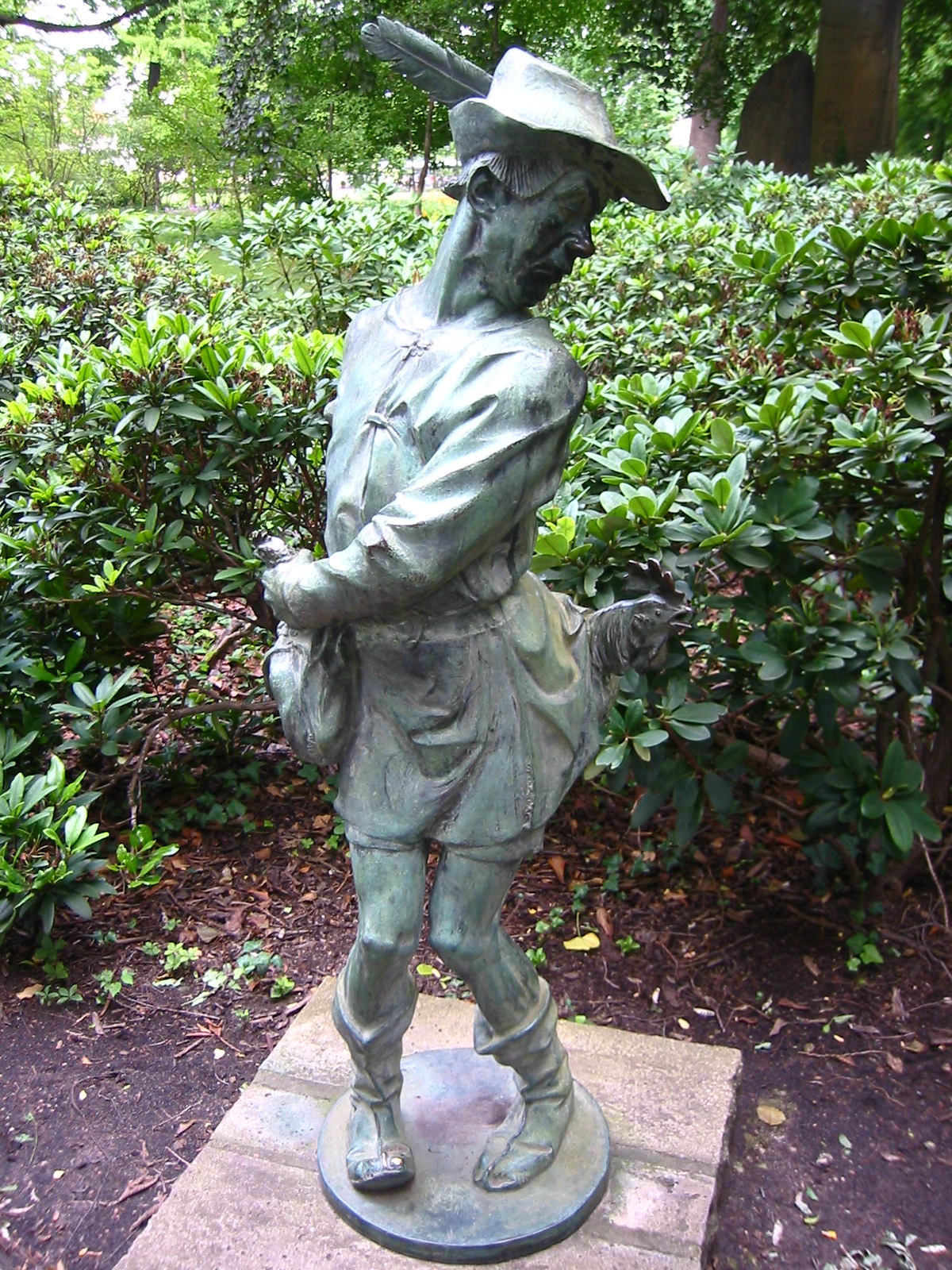
Köpenicker Kopie des Hühnerdiebes

Hühnerdieb ist ein Brunnendenkmal des Berliner Bildhauers Hermann Joachim Pagels, das Weihnachten 1913 auf dem Aachener Hühnermarkt enthüllt worden ist. Es besteht aus der Bronzefigur eines Hühnerdiebes, die auf eine Brunnenschale aus Muschelkalk montiert war. Die Figur zeigt den Augenblick, in welchem der Dieb erstaunt feststellt, statt des Huhnes einen Hahn gestohlen zu haben, der kräht und ihn so verrät. Die in der Figur verkörperte Szene ist jedoch ohne historisches Vorbild.

## Geschichte des Brunnens
Pagels fertigte ursprünglich 1911 ein 70 Zentimeter hohes Holzmodell der Brunnenfigur, weil er mehrere Exemplare fertigen und verkaufen wollte. Sein erstes Angebot der Figur auf der Großen Berliner Kunstausstellung blieb ohne Resonanz. Lediglich ein Interessent aus England fand sich zum Erwerb eines exklusiven Exemplars für seine Privatsammlung. Dem Künstler hingegen schwebte wegen der dreidimensionalen Wirkung der Figur ein Einsatz im öffentlichen Raum vor. Deshalb fertigte er den Entwurf in Bronze mit dem achteckigen Becken aus bayerischen Muschelkalk als Brunnendenkmal inklusive Wasserzuleitung und bot den Hühnerdieb 1913 auf der Großen Berliner Kunstausstellung wiederum an. Dort erwarb sie der damalige Aachener Oberbürgermeister Philipp Veltman mit Mitteln aus der Adele-Cockerill-Stiftung und ließ das Denkmal am Morgen des Weihnachtstages 1913 zur Überraschung der Bevölkerung enthüllen.
Im Zweiten Weltkrieg 1943 wurde die Figur eingeschmolzen. Erhalten blieb lediglich der Kranz der wasserspendenden Kükenfiguren, der vorsorglich eingelagert wurde und so den Bombenangriff Ostern 1944 überstand, bei dem die Brunnenschale vollständig zerstört wurde.
Weil der damals 72-jährige Pagels jedoch noch das Gipsmodell der Originalfigur besaß, konnte er 1950 einen weiteren Guss der Brunnenfigur fertigen, der unterstützt durch Spenden des Ausschusses Aachener Karneval, der Aachener Nachrichten und der Aachener Volkszeitung, anderer Aachener Unternehmen und Aachener Bürger von der Stadt erworben wurde. Der Brunnen konnte wieder erstellt und am 8. November 1953 an alter Stelle feierlich eingeweiht werden.
Der Brunnen gehört zu den Baudenkmälern der Stadt Aachen.
Eine Kopie der Brunnenfigur steht im Park des Schlosses Köpenick in Berlin-Köpenick. Die Porzellanmanufaktur Allach vertrieb als Modell Nr. 126 eine 27 Zentimeter hohe Porzellan-Version.